# Eilicrinia maculata
Eilicrinia maculata là một loài bướm đêm trong họ Geometridae.